# Jezuitské misie na území Guaraní
Jezuitské misie na území Guaraní je souhrnné pojmenování pro 5 bývalých jezuitských redukcí v pohraničí Argentiny a Brazílie, které byly společně zapsány na seznam Světového dědictví UNESCO. Jedná se o 4 lokality v argentinské provincii Misiones a 1 lokalitu v brazilském státě Rio Grande do Sul.

## Historie
Redukce byly zakládány v 17. a 18. století uprostřed tropického pralesa Jezuity s účelem evangelizovat domorodé obyvatelstvo kmene Guaraní. V průběhu času vzniklo na 30 redukcí na území dnešních států Paraguay, Argentina a Brazílie. Ve všech redukcích panoval téměř shodný řád. Jezuité vytvořili velmi propracovaný model společnosti, který řešil otázky ekonomiky (rozdělení práce, výroba předmětů každodenní potřeby, pěstování plodin), náboženství i kulturu. Jedním ze základních principů fungování redukcí bylo společné vlastnictví. Jednotlivé redukce byly silně nezávislé na španělské koloniální správě, pročež si vysloužily přirovnání ke „státu ve státě“.
Každá redukce měla náměstí, na kterém se nacházel kostel, „dům otců“ (španělsky Casa de Padres, ubytovna kněží) a společenské budovy. Okolo náměstí byly domy indiánů. Některé zdroje udávají, ve všech redukcí mohlo dohromady žít až 100 000 indiánů. V roce 1767 vyhostil španělský král Karel III. Jezuity ze Španělska i ze všech kolonií. Jezuité tedy opustili i tyto redukce, které krátce po jejich odchodu zpustly. V současnosti jsou ruiny jednotlivých redukcí v různém stádiu rozpadu.

## Přehled redukcí
- São Miguel das Missões (28°32′54″ j. š., 54°33′19″ z. d.) – redukce byla vystavěna mezi roky 1735 a 1745, v roce 1750 přešla formálně ze španělských do portugalských rukou podepsáním Madridské smlouvy. Dnes je jednou z nejzachovalejších redukcí.
- San Ignacio Miní (27°15′19″ j. š., 55°31′55″ z. d.) – prvotní redukce byla vystavěna v 1610, v roce 1632 byla přemístěna na současné místo. V době nejvyššího rozmachu zde žilo 3000 indiánů.
- Santa Ana (27°23′27″ j. š., 55°34′51″ z. d.) – leží v blízkosti řeky Paraná. Po opuštění zarostla bujnou vegetací, která musela být později odstraněna.
- Nuestra Señora de Loreto (27°19′56″ j. š., 55°31′5″ z. d.) – založena v roce 1610.
- Santa María la Mayor (27°53′16″ j. š., 55°20′40″ z. d.) – založena v roce 1627.

## Fotogalerie

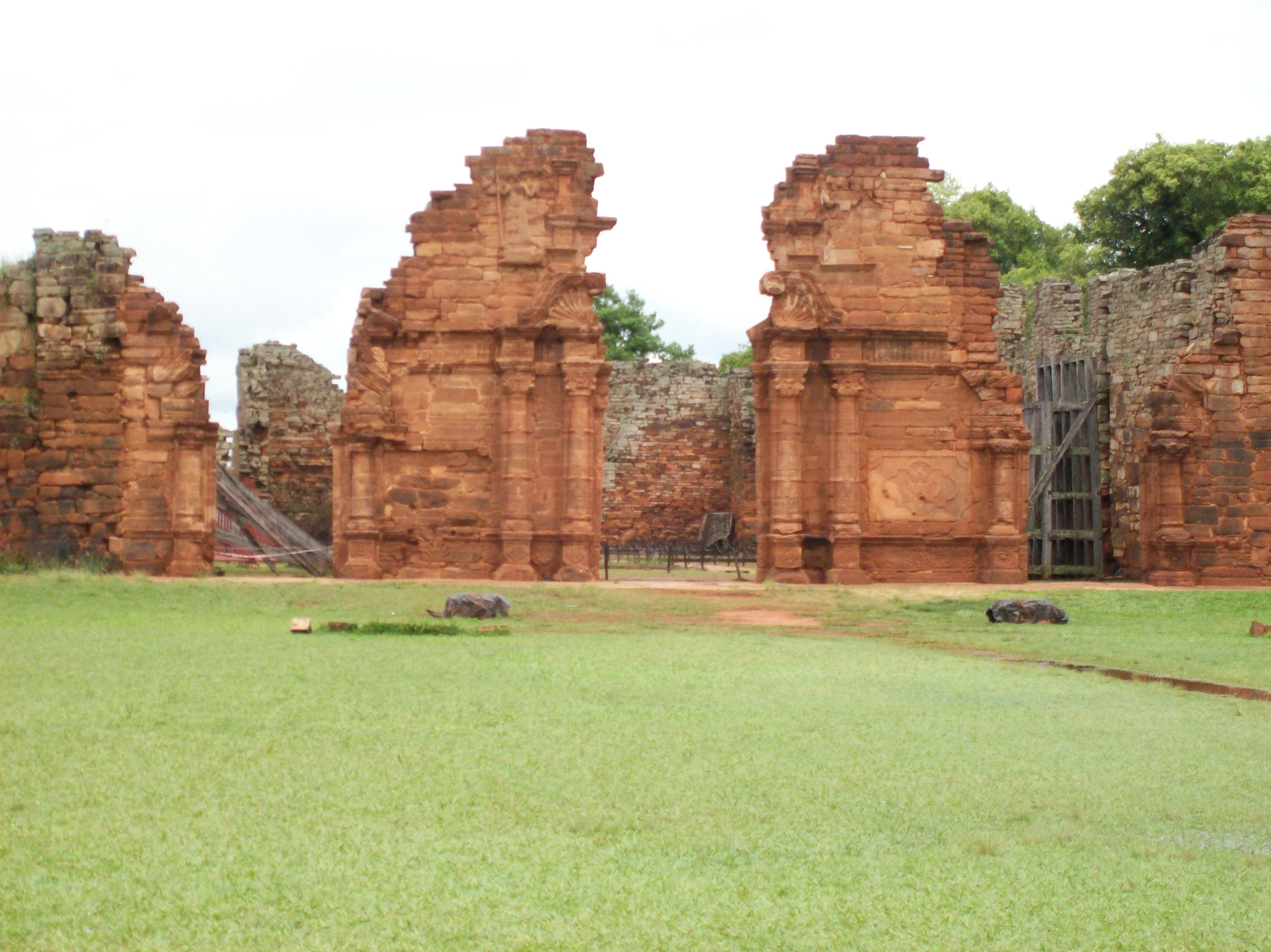
San Ignacio Miní
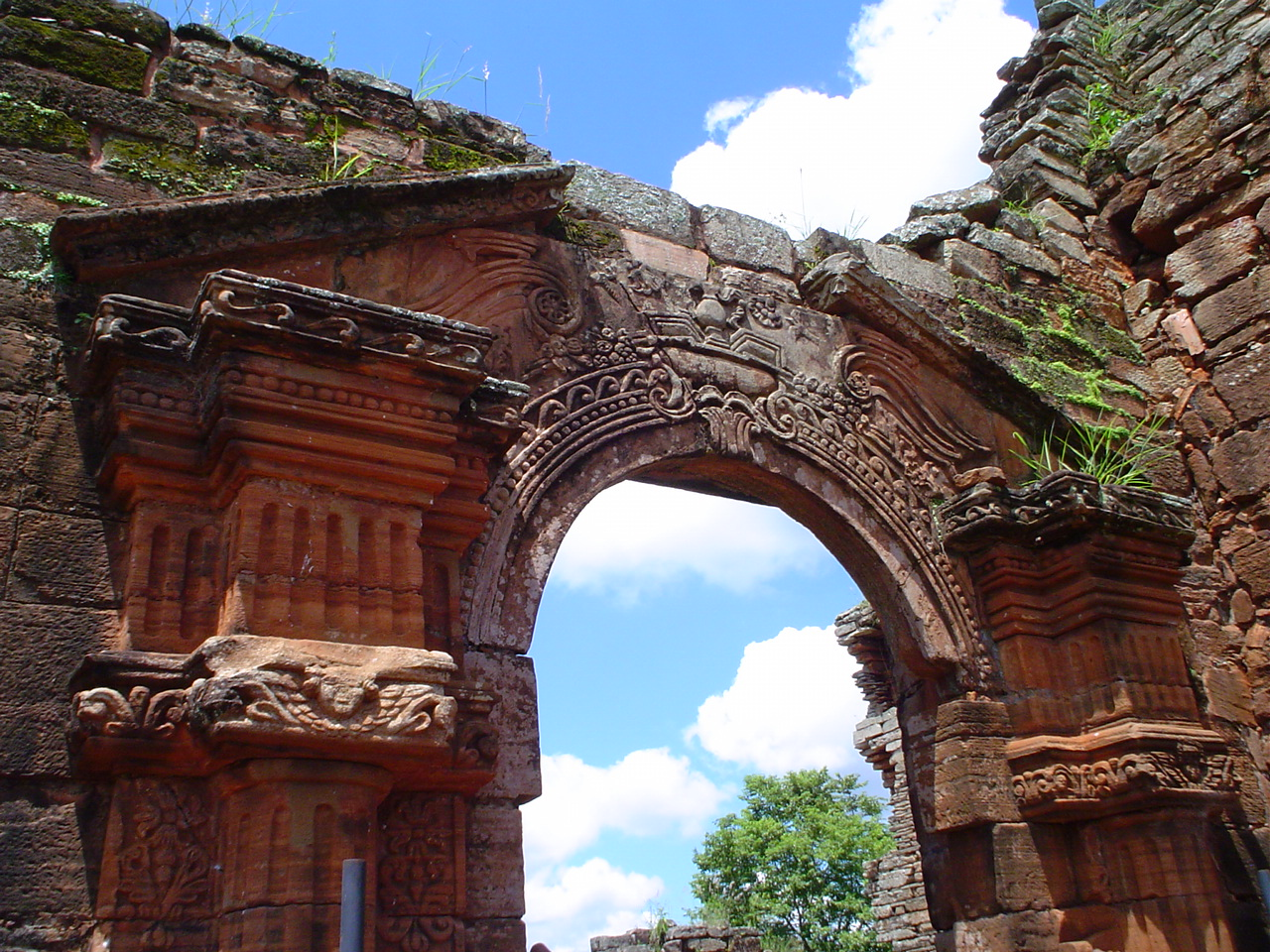
San Ignacio Miní
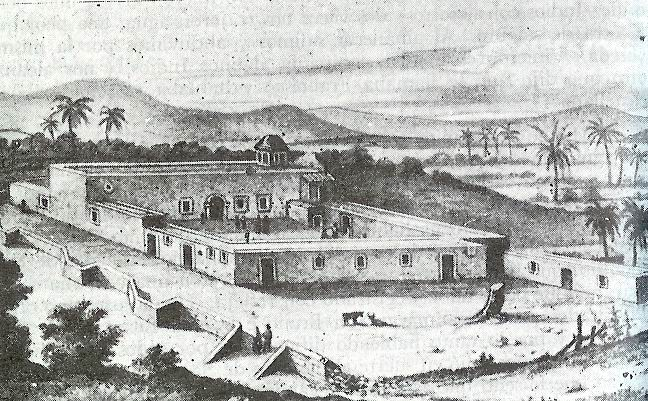
Nuestra Señora de Loreto
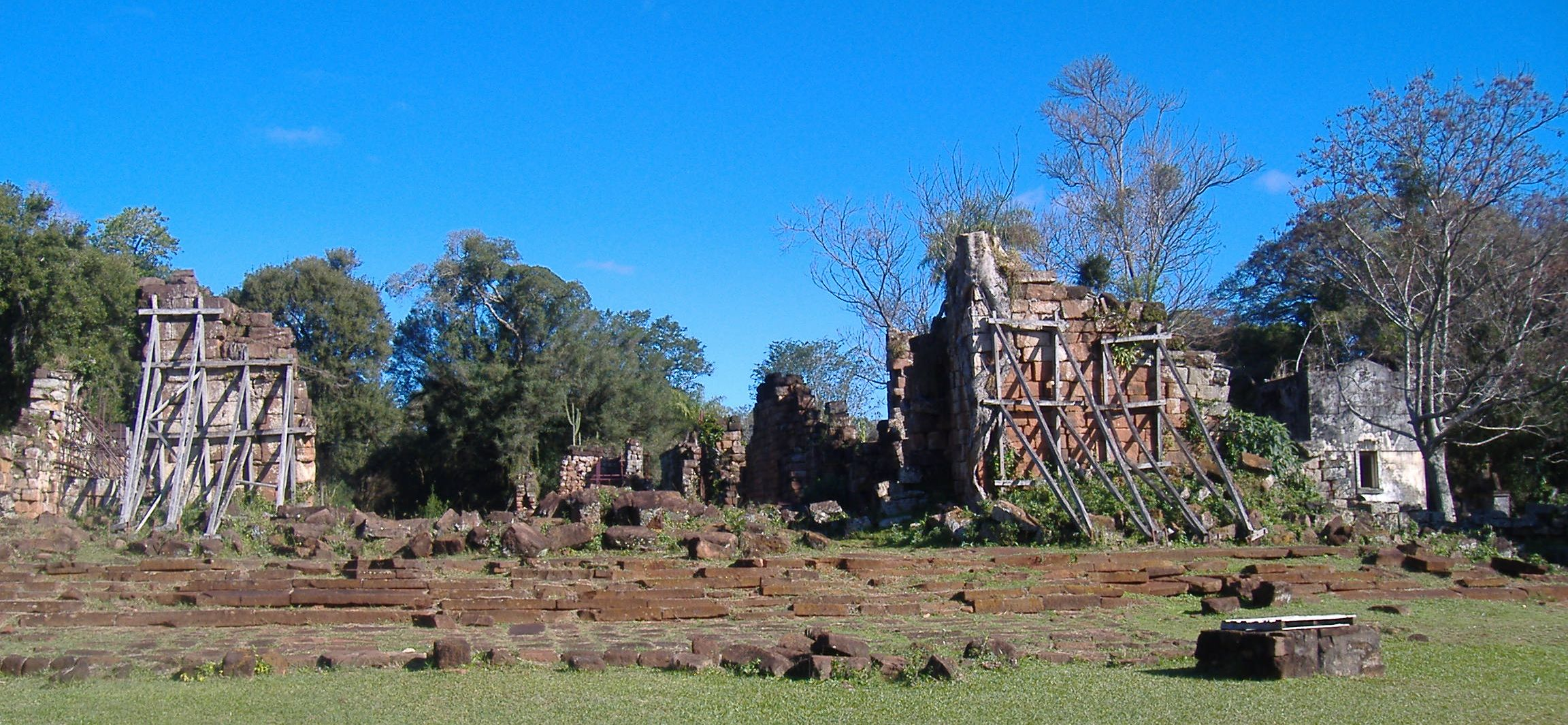
Santa Ana
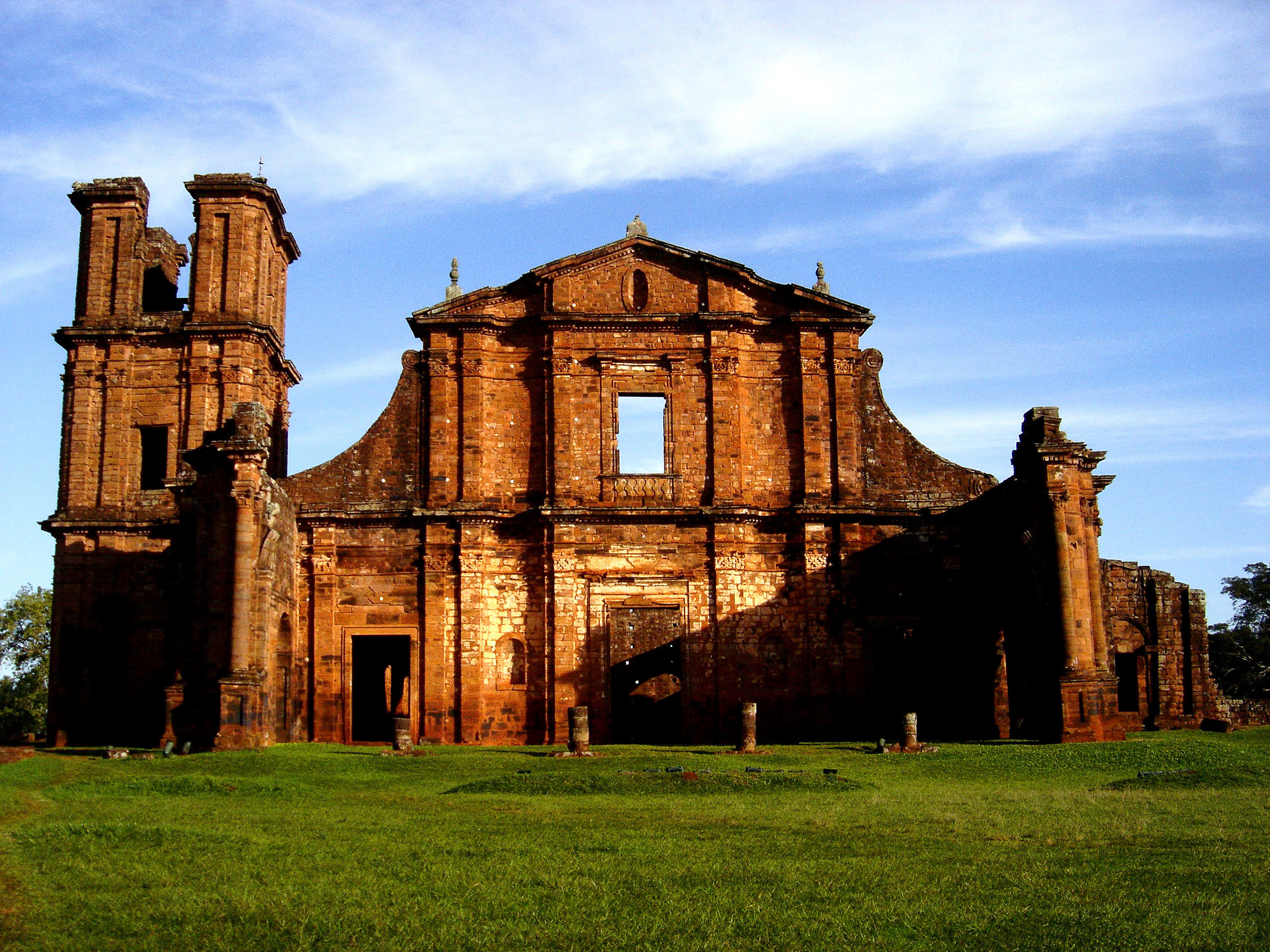
São Miguel das Missões
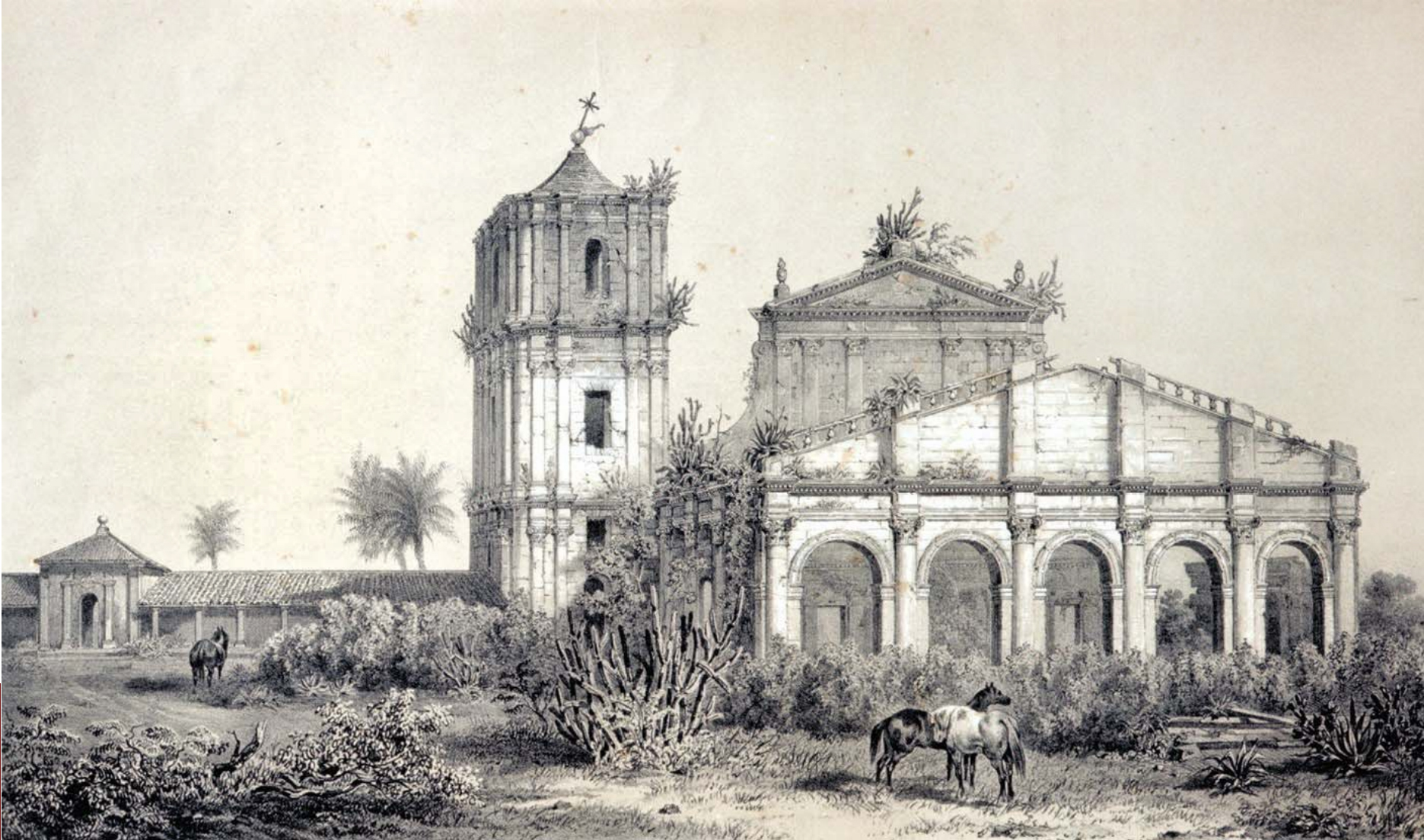
São Miguel das Missões v roce 1846
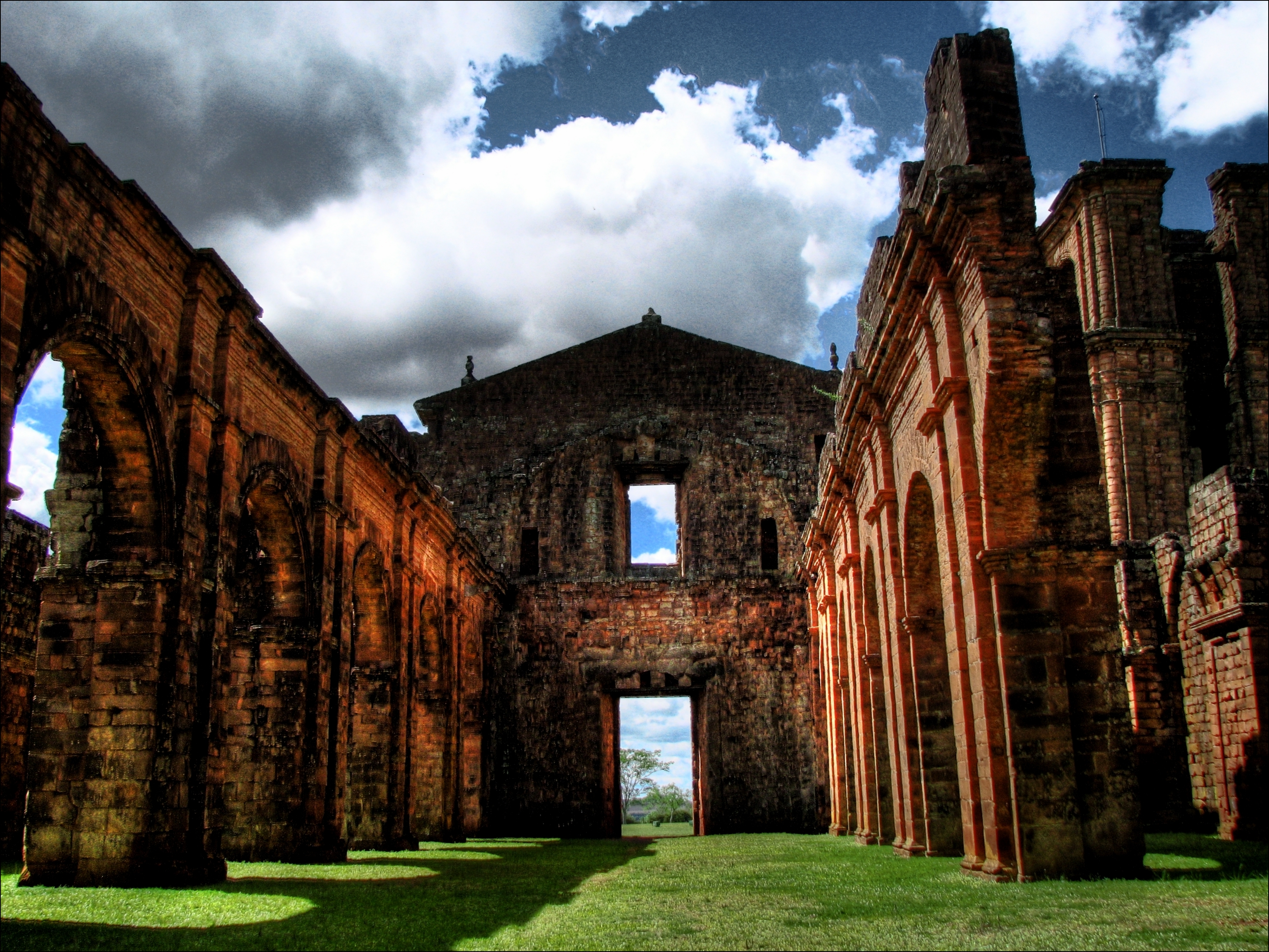
São Miguel das Missões
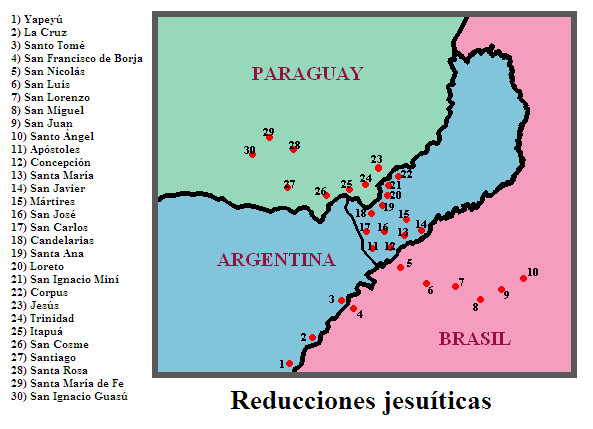
Mapa všech jezuitských redukcí u kmene Guaraní